# Pelée (Ontario)
L'île Pelée est une île du lac Érié au Canada.

## Géographie

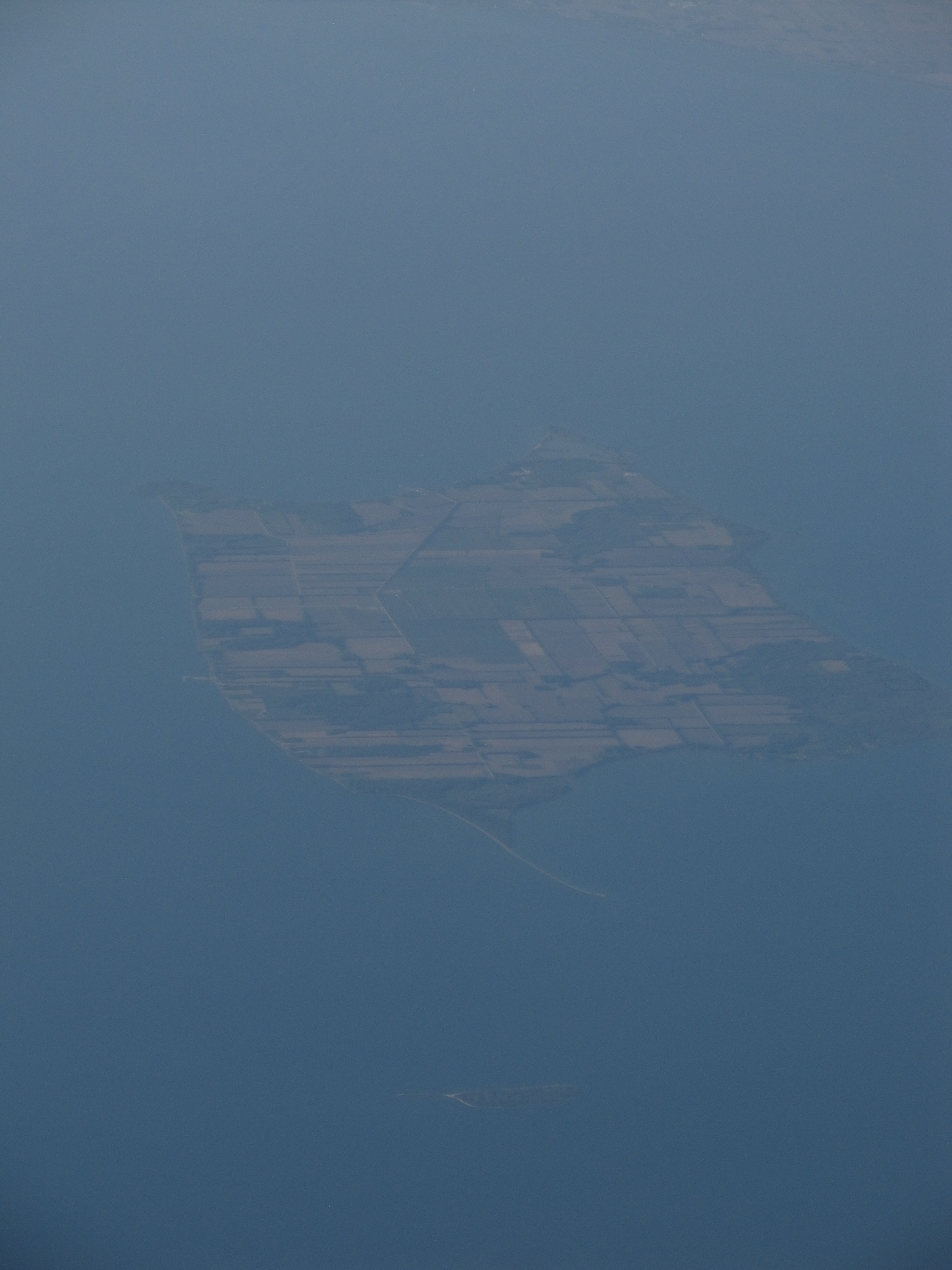
Vue aérienne de Pelée.

Elle est située à 10 km au sud de Kingsville (Ontario).

## Transport
Deux navires de transports desservent l'île de Kingsville (Ontario), le MV Jiimaan et le MV Pelee Islander. L'aéroport de Pelée, Pelee Island Airport (ICAO: CYPT accueille 5 500 passagers par années, deux destinations, Port Clinton (Ohio) et Windsor (Ontario).   

## Démographie
| 2001 | 2006 | 2011 | 2016 |
| ---- | ---- | ---- | ---- |
| 256  | 287  | 171  | 235  |